# Polemoniaceae
Le Polemoniacee (Polemoniaceae Juss., 1789) sono una famiglia di erbe, arbusti e rampicanti proprie dei climi temperati e freddi dell'Eurasia e delle Americhe.

## Tassonomia
Il Sistema Cronquist (1981) assegnava questa famiglia all'ordine Solanales, mentre la moderna classificazione APG la attribuisce all'ordine Ericales.
La famiglia comprende i seguenti generi:
- Acanthogilia A.Day & R.C.Moran
- Aliciella Brand
- Allophyllum (Nutt.) A.D.Grant & V.E.Grant
- Bonplandia Cav.
- Bryantiella J.M.Porter
- Cantua Juss. ex Lam.
- Cobaea Cav.
- Collomia Nutt.
- Dayia J.M.Porter
- Eriastrum  Wooton & Standl.
- Gilia Ruiz & Pav.
- Giliastrum (Brand) Rydb.
- Gymnosteris Greene
- Ipomopsis Michx.
- Langloisia Greene
- Lathrocasis L.A.Johnson
- Leptosiphon Benth.
- Linanthus Benth.
- Loeselia L.
- Loeseliastrum (Brand) Timbrook
- Maculigilia V.E.Grant
- Microgilia J.M.Porter & L.A.Johnson
- Microsteris Greene
- Navarretia Ruiz & Pav.
- Phlox L.
- Polemonium L.
- Saltugilia (V.E.Grant) L.A.Johnson